# Microceratus
Microceratus ("sừng nhỏ") là một chi khủng long Ceratopsia sống vào thời kỳ kỷ Creta ở châu Á.